# Armando Melgar
César Armando Melgar Retolaza (Ciudad de Guatemala; 25 de noviembre de 1944) es un exfutbolista guatemalteco que jugaba como defensa. Es padre del también exfutbolista Pablo Melgar.

## Trayectoria
Desde los 8 años comenzó a jugar fútbol y fue desde los 15 que estuvo en las categorías inferiores del Municipal, donde debutó oficialmente el 17 de febrero de 1963, ganando por un marcador de 6-0 a la Antigua. Con este equipo logró todos sus títulos, ya que en 1976 pasó a la Universidad de San Carlos junto a su compatriota casi homónimo Nelson Melgar.
Luego estuvo en el extranjero con la Juventud Olímpica, Alianza y el Platense Municipal de la Primera División de El Salvador. Regresó a su país para jugar con el Finanzas Industriales, recién ascendido a la Liga Nacional 1978 y finalmente retorna al Municipal, donde en 1980 a causa de una lesión del tendón de Aquiles en un partido contra Comunicaciones curiosamente en la fecha que debutó, 17 de febrero, se retira.

## Selección nacional
Fue seleccionado con la selección sub-20 de Guatemala en el Torneo Juvenil de la Concacaf 1962, donde obtuvo el segundo lugar por detrás de México. Integró la selección absoluta en 1967 y al año siguiente disputó los Juegos Olímpicos de México 1968, alcanzando los cuartos de final.

### Participaciones en Juegos Olímpicos
| Torneo                   | Sede   | Resultado        |
| ------------------------ | ------ | ---------------- |
| Juegos Olímpicos de 1968 | México | Cuartos de final |

## Clubes
| Club                      | País        | Año       |
| ------------------------- | ----------- | --------- |
| Municipal                 | Guatemala   | 1963-1975 |
| Universidad de San Carlos | Guatemala   | 1976      |
| Juventud Olímpica         | El Salvador | 1977      |
| Alianza                   | El Salvador | 1977      |
| Platense Municipal        | El Salvador | 1978      |
| Finanzas Industriales     | Guatemala   | 1978      |
| Municipal                 | Guatemala   | 1979-1980 |

## Palmarés

### Títulos nacionales
| Título                    | Equipo    | País      | Año     |
| ------------------------- | --------- | --------- | ------- |
| Liga Nacional             | Municipal | Guatemala | 1963-64 |
| Liga Nacional             | Municipal | Guatemala | 1965-66 |
| Copa Nacional             | Municipal | Guatemala | 1967    |
| Copa Campeón de Campeones | Municipal | Guatemala | 1967    |
| Copa Nacional             | Municipal | Guatemala | 1969    |
| Liga Nacional             | Municipal | Guatemala | 1969-70 |
| Liga Nacional             | Municipal | Guatemala | 1973    |
| Liga Nacional             | Municipal | Guatemala | 1974    |

### Títulos internacionales
| Título                           | Equipo    | País      | Año  |
| -------------------------------- | --------- | --------- | ---- |
| Copa Fraternidad Centroamericana | Municipal | Guatemala | 1974 |
| Copa de Campeones de la Concacaf | Municipal | Guatemala | 1974 |